# تشاك هارتمان
تشاك هارتمان (20 ديسمبر 1934 - 2 نوفمبر 2020)، هو لاعب ومدرب كرة قاعدة أمريكي.